# Arcolaio

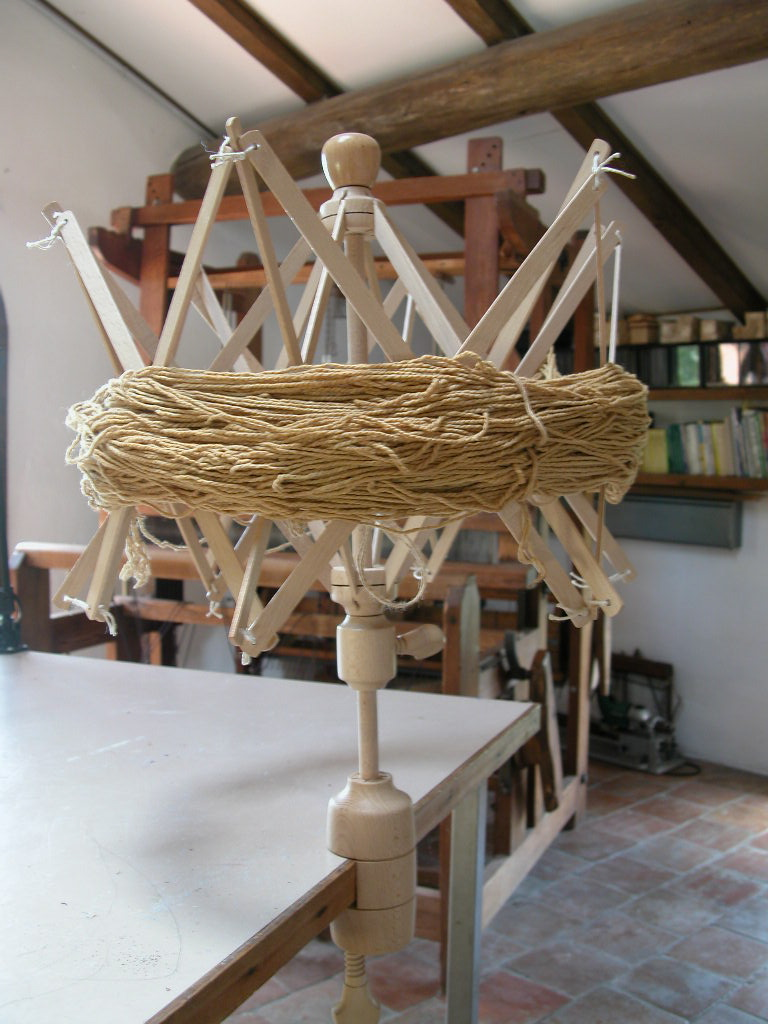
Arcolaio da tavolo

L'arcolaio è uno strumento semplice che viene utilizzato per dipanare le matasse. È simile ad un aspo, da cui differisce per l'uso; l'arcolaio serve per disfare le matasse mentre l'aspo per costruirle.
Nella versione più diffusa è costituito da un albero dotato di un castelletto girevole (o una struttura di stecche con diametro regolabile) attorno a cui si posiziona la matassa da dipanare. L'albero è dotato di una base pesante o di un morsetto che mantengono stabile la struttura durante l'uso.

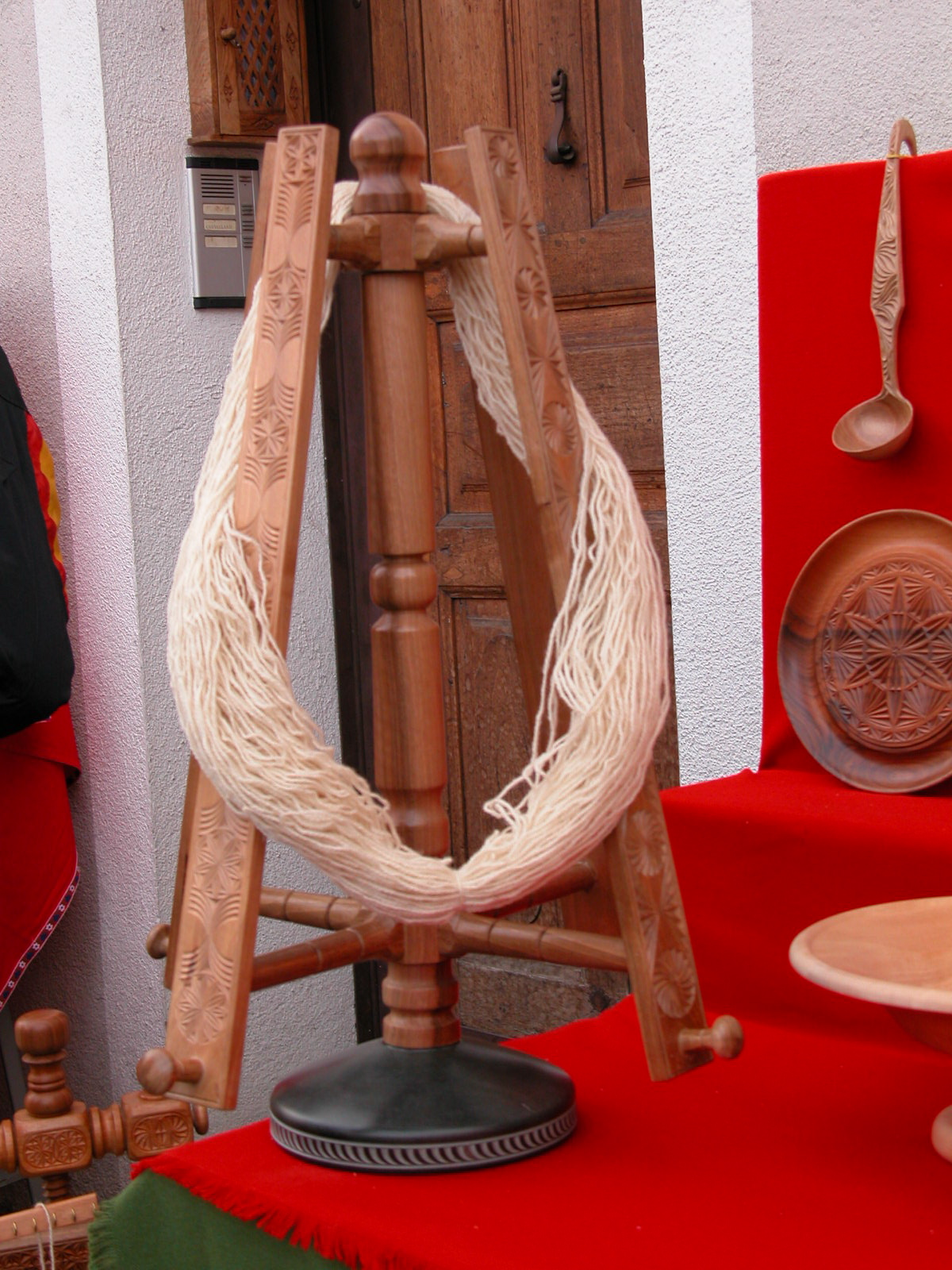
Arcolaio valdostano